# Providentia

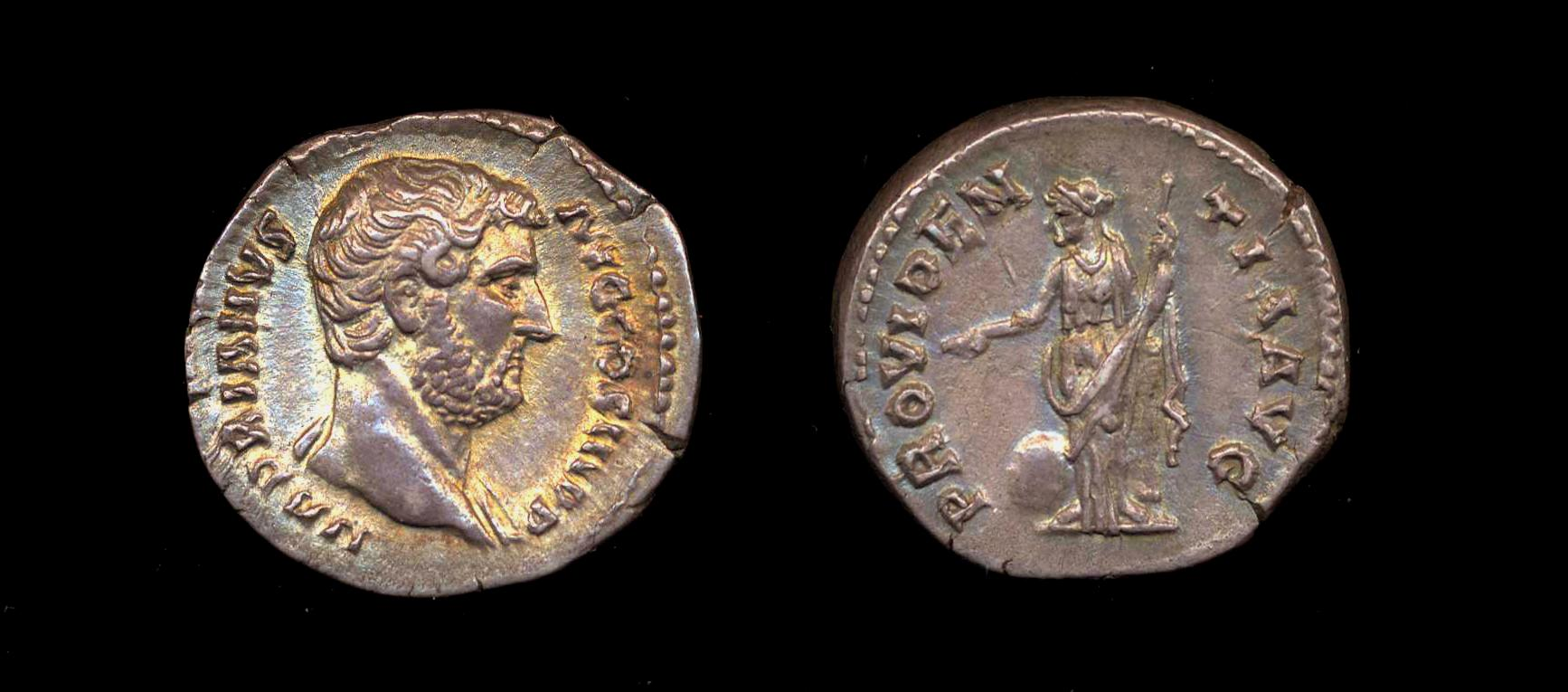
Hadrian Münze, rechts mit Darstellung der Providentia

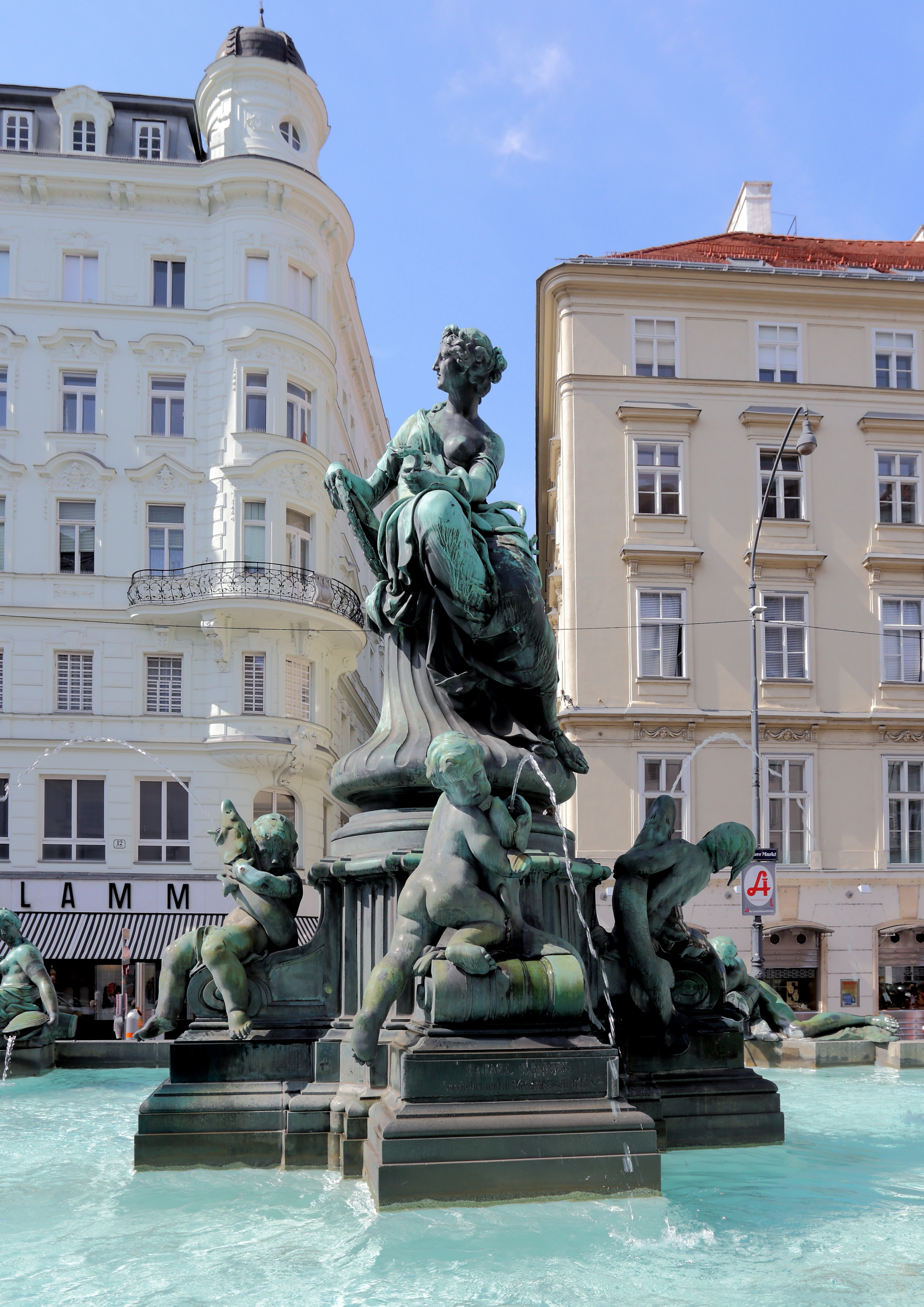
Providentia als Zentralfigur des Donnerbrunnens

Providentia war eine römische Personifikation, die nur aus Inschriften oder von Münzen her in zweifacher Bedeutung bekannt ist.
Sie ist die Verkörperung der über dem Kaiser waltenden göttlichen Vorsehung und der Fürsorge des Herrschers bzw. des Kaisers für Rom und für die Römer.
Als Frauengestalt wurde sie auf der Rückseite römischer Münzen mit Zepter und zur Erde richtungsweisendem Stab dargestellt. In Wien steht am  Neuen Markt ein Providentiabrunnen, der im Volksmund Donnerbrunnen genannt wird.
Auf dem Bild Der Große Triumphwagen von Albrecht Dürer ist Providentia neben Moderatio, der Personifikation der Mäßigkeit, dargestellt.